# Marie Molijn
Marie Molijn (1837-1932) foi uma artista holandesa conhecida por naturezas mortas.

## Biografia
Molijn nasceu a 19 de novembro de 1837 em Roterdão, onde viveu até se mudar para Haia em 1901. Ela morreu a 21 de fevereiro de 1932 em Haia. A sua irmã Ida Molijn também pintora.

## Galeria

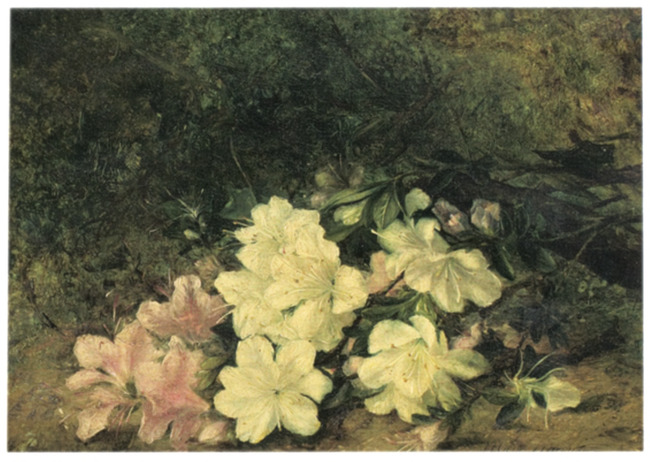
Natureza morta com ramos de flores
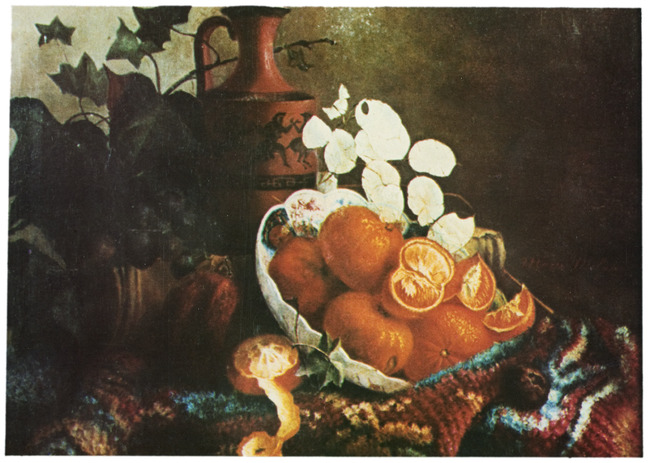
Natureza morta com frutas cítricas e jarro